# Calyptothecium subacutum
Calyptothecium subacutum là một loài rêu trong họ Pterobryaceae. Loài này được Broth. & Paris mô tả khoa học đầu tiên năm 1911.